# Elbaue Werben und Alte Elbe Kannenberg
Die Elbaue Werben und Alte Elbe Kannenberg ist ein FFH-Gebiet in den Städten Sandau (Elbe), Havelberg und Werben (Elbe) und den Gemeinden Iden und Altmärkische Wische im Landkreis Stendal in Sachsen-Anhalt.

## Allgemeines
Das FFH-Gebiet ist circa 2222 Hektar groß (beim Bundesamt für Naturschutz ist die Größe mit 2212 Hektar angegeben). Es überlagert sich mit dem EU-Vogelschutzgebiet „Elbaue Jerichow“ und den Landschaftsschutzgebieten „Aland-Elbe-Niederung“, „Untere Havel“ und „Altmärkische Wische“. Ein Teil im Süden des FFH-Gebietes ist als Naturschutzgebiet „Alte Elbe zwischen Kannenberg und Berge“ ausgewiesen. Im Süden grenzt das FFH-Gebiet an das FFH-Gebiet „Elbaue zwischen Sandau und Schönhausen“, im Norden an die FFH-Gebiete „Elbe“, „Elbaue Beuster-Wahrenberg“ (als Naturschutzgebiet „Aland-Elbe-Niederung“ ausgewiesen), „Elbdeichvorland“ (hier als gleichnamiges Naturschutzgebiet ausgewiesen), „Quitzöbler Dünengebiet“ und „Havel nördlich Havelberg“. Das FFH-Gebiet ist durch die Landesverordnung zur Unterschutzstellung der Natura 2000-Gebiete im Land Sachsen-Anhalt (N2000-LVO LSA) seit dem 21. Dezember 2018 rechtlich gesichert. Zuständige untere Naturschutzbehörde ist der Landkreis Stendal.

## Beschreibung
Das FFH-Gebiet liegt nordöstlich von Stendal im Biosphärenreservat Mittelelbe als Teil des Biosphärenreservats Flusslandschaft Elbe. Es erstreckt sich entlang der eingedeichten Elbaue in etwa von Sandau (Elbe) bis nördliche der Hansestadt Werben (Elbe) und schließt auch einige hinter dem Elbdeich liegende Bereiche mit ein, darunter der Sandauer Wald, das Mühlenholz, ein Feuchtgebiet südwestlich der Hansestadt Havelberg und der Bereich der Alten Elbe zwischen Kannenberg und Berge.
Der Auebereich ist großflächig von Grünländern eingenommen, die jedoch aufgrund früherer intensiver Nutzung nicht sehr artenreich ausgebildet sind. Nur fragmentarisch sind auch FFH-Lebensraumtypen zugeordnete Grünländer, Brenndolden-Auenwiesen und Magere Flachland-Mähwiesen, entwickelt. Hier siedeln unter anderem Wassergreiskraut, Grabenveilchen, Sumpfplatterbse, Brenndolde, Gewöhnliche Wiesensilge, Nordisches Labkraut, Kantenlauch, Großer Wiesenknopf und Langblättriger Ehrenpreis bzw. Knolliger Hahnenfuß, Feldhainsimse, Kleine Bibernelle und Frühe Segge. In die Grünländer sind Stillgewässer und Gehölze eingebettet. Auf Dünen sind kleinflächig Sandtrockenrasen mit Silbergras, Bauernsenf und Frühlingsspark ausgebildet.
In den Buhnenfeldern der Elbe sind Schlammbänke ausgebildet, auf denen Hirschsprung, Portulak und Kleines Flohkraut siedeln. In Stillgewässern, zu denen auch die vom Flusslauf der Elbe abgetrennte Alte Elbe zählt, siedeln Froschbiss, Schwimmfarn, Gewöhnlicher Wasserhahnenfuß, Wasserfeder, Gelbe Teichrose, Ähriges Tausendblatt, Spreizender Wasserhahnenfuß sowie Stumpfblättriges und Spiegelndes Laichkraut. Vereinzelt ist auch die Krebsschere zu finden. Auwaldreste sind als Weichholzauwald oder Hartholzauwald zu finden. Die binnendeichs liegenden Hartholzauwälder stocken durch Qualmwassereinfluss teilweise auf feuchten Standorten. Hier sind unter anderem Ufer- und Sumpfsegge, Sumpfschwertlilie und Wolfstrapp in der Krautschicht zu finden. Auf Niederterrassen sind von Stieleiche dominierte Eichen-Hainbuchenwälder ausgebildet, im Sandauer Holz stocken Eichenwälder auf Sandebenen.
Das FFH-Gebiet ist Lebensraum für Biber und Fischotter. Weiterhin sind die Fledermausarten Wasserfledermaus und Großer Abendsegler verbreitet. In Stillgewässern sind Amphibien heimisch, darunter Kammmolch, Laubfrosch, Moorfrosch, Kleiner Wasserfrosch, Knoblauchkröte, Kreuzkröte und insbesondere auch Rotbauchunke. Die Elbe beherbergt unter anderem Rapfen, Stromgründling, Schlammpeitzger, Steinbeißer, Maifisch, Flussneunauge und Lachs. Im Mühlenholz westlich der Hansestadt Havelberg sind im Bereich von mehreren alten Eichen Eremit und Großer Eichenbock heimisch. Weiterhin sind unter anderem Messerbock, Feuerschmied, Eichenkernkäfer und Hornissenkäfer zu finden. Vorkommen des Hirschkäfers gelten als verschollen. Libellen sind unter anderem durch Grüne Mosaikjungfer, Grüne Flussjungfer und Asiatische Keiljungfer vertreten. Bedeutung hat das Gebiet auch als Lebensraum für verschiedene Vögel, darunter Seeadler, Löffelente, Knäkente, Flussseeschwalbe, Trauerseeschwalbe und Flussuferläufer. Zur Zugzeit ist es Rastgebiet unter anderem für Singschwan, Graugans, Kranich und Goldregenpfeifer.
Das FFH-Gebiet wird von der Landesstraße 2 mit der Fähre bei Räbel gequert.